# Stanislao Ceschi
Stanislao Ceschi (Sant'Elena, 18 novembre 1903 – Padova, 29 aprile 1983) è stato un politico italiano esponente della Democrazia Cristiana, senatore della Repubblica.

## Biografia
Figlio di Domenico e Regina Trivellato. Compì i primi studi nella scuola tecnica di Este, e continuò all'istituto tecnico di Rovigo. Nel 1926 si laureò in ingegneria a Padova.
Aderì, a soli diciannove anni, al Partito Popolare Italiano di Luigi Sturzo e Alcide De Gasperi, visse senza compromessi né cedimenti gli anni del fascismo, collaborando intensamente alla FUCI di Igino Righetti e monsignor Giovanni Battista Montini. Partecipò quindi alla ricostruzione del Paese assumendo importanti incarichi istituzionali e di partito sino al 1968, anno del suo ritiro dalla vita politica.
Dopo i primi mesi del Governo Pella si pose un problema di rimpasto e bisognava cambiare il Ministro dell'Agricoltura. Allora Pella aveva in mente un nome e Einaudi era pronto a firmare la nomina di questo Ministro dell'Agricoltura, sennonché si presentarono a lui i capigruppo parlamentari della Democrazia Cristiana, il senatore Stanislao Ceschi e l'onorevole Aldo Moro. Andarono dall'allora Presidente della Repubblica Einaudi e si opposero a quel nome.
Einaudi si impuntò e rispose che loro non avevamo voce in merito, in quanto è compito del Presidente del Consiglio proporre i ministri. E così intendeva fare. A quel punto Pella non se la sentì e interpretò quel passo di Ceschi e Moro come un atto di sfiducia da parte della Democrazia Cristiana e si dimise.